# 対馬防備隊
- 対馬駐屯地（陸自・対馬警備隊）
- 海栗島分屯基地（空自・第19警戒隊）
- 対馬防備隊（海自・防備隊本部）
  - 上対馬警備所
  - 下対馬警備所
  - 壱岐警備所

対馬防備隊（つしまぼうびたい、英称：Coastal Defense Group Tsushima）は、海上自衛隊の佐世保地方隊隷下の部隊である。長崎県対馬市美津島町竹敷4-191に所在する。

## 概要
対馬防備隊は佐世保地方隊の隷下にあり、対馬の竹敷に本部をおき、壱岐、上対馬、下対馬の3か所にある警備所（各警備所長は3等海佐）において、レーダー等を用い、対馬近海・対馬海峡を航行する艦船の監視を行っている。対馬は、対馬水道の中ほどにあり、朝鮮半島と日本、東シナ海と日本海を結ぶ交通の要衝であるため、旧陸軍でも対馬要塞を設置していた。上対馬警備所及び下対馬警備所は対馬要塞跡地の一部に立地しており、防備隊本部は旧海軍の竹敷要港部跡地にある。1998年時点の隊員数は約240名。
また、対馬海峡には、海上自衛隊の水中固定聴音装置の設置が国会答弁されているが、その詳細や対馬防備隊との関連は、公式には明らかにされていない。ただし、潜水艦情報の収集が主任務の一つと推測されている。
軍事評論家の小川和久によると、上対馬警備所にある望遠鏡は、韓国の海岸線を走るタクシーまで識別できるほどの分解能を備えているという。なお、同島には陸上自衛隊の対馬警備隊や航空自衛隊の防空レーダーサイトが所在し、主に朝鮮半島方面を警戒している。法執行機関として、海上保安庁も対馬に同様の機関を置いている。

## 沿革
- 1954年（昭和29年）12月1日：佐世保基地警防隊・対馬連絡所設置。
- 1959年（昭和34年）6月1日：佐世保防備隊新編に伴い、対馬連絡所が佐世保防備隊隷下に編成替え。
- 1960年（昭和35年）3月25日：上対馬に地方総監部直轄の対馬監視隊新編。対馬連絡所が対馬基地分遣隊に改編。
- 1963年（昭和38年）3月30日：壱岐監視隊が新編。
- 1967年（昭和42年）10月1日：対馬監視隊を上対馬警備所に、壱岐監視隊を壱岐警備所に改称。
- 1969年（昭和44年）3月31日：下対馬に下対馬警備所が新編。
- 1970年（昭和45年）3月2日：「対馬防備隊」が新編。対馬基地分遣隊を防備隊本部に改編し、佐世保地方総監部直轄とし、上対馬警備所・下対馬警備所・壱岐警備所を傘下に収める[2][7]。

## 部隊編成
- 防備隊本部（総務科・補給科・防備科）：長崎県対馬市竹敷
  - 通信所
- 上対馬警備所
- 下対馬警備所
- 壱岐警備所

| 代 | 氏名       | 在任期間               | 出身校・期                     | 前職                                                   | 後職                                               | 備考                                |
| -- | ---------- | ---------------------- | ------------------------------ | ------------------------------------------------------ | -------------------------------------------------- | ----------------------------------- |
| 01 | 山広国隆   | 1970.3.2 - 1971.1.15   | 海兵73期                       | 対馬連絡所長                                           | 海上自衛隊東京業務隊付                             | 2等海佐                             |
| 02 | 松本嘉七   | 1971.1.16 - 1973.7.15  | 海兵74期                       | 第1海上訓練指導隊指導部訓練科長                        | 海上自衛隊第1術科学校教官 兼 研究部員              | 就任時2等海佐 1973.7.1、1等海佐昇任 |
| 03 | 安岡亀雄   | 1973.7.16 - 1974.12.15 | 海兵76期・ 高知高校 昭和24年卒 | あやなみ艦長                                           | 海上幕僚監部総務部付 →1975.1.16 同部人事課人事班長 |                                     |
| 04 | 沢田 東    | 1974.12.16 - 1977.1.16 | 海兵74期                       | 自衛艦隊司令部幕僚                                     | 横須賀防備隊司令                                   |                                     |
| 05 | 福田信道   | 1977.1.17 - 1979.4.1   | 海兵75期                       | 第2護衛隊群司令部幕僚                                  | 舞鶴地方総監部付 →1979.5.16 舞鶴教育隊司令         |                                     |
| 06 | 河野浩治   | 1979.4.2 - 1980.1.9    | 海保大2期・ 6期幹候            | 海上自衛隊幹部学校教官                                 | 佐世保地方総監部付 →1980.10.8 佐世保防備隊司令     | 就任時2等海佐 1979.7.1、1等海佐昇任 |
| 07 | 吉井真純   | 1980.1.10 - 1981.2.9   | 立命館大・ 6期幹候             | 第3駆潜隊司令                                          | 舞鶴地方総監部管理部長                             |                                     |
| 08 | 永島三佐男 | 1981.2.10 - 1982.12.5  | 長崎大・ 6期幹候               | 舞鶴防備隊司令                                         | 海上自衛隊第1術科学校 教育1部長                    | 就任時2等海佐 1981.7.1、1等海佐昇任 |
| 09 | 古川芙士夫 | 1982.12.6 - 1986.4.1   | 福岡大・ 8期幹候               | かとり艦長                                             | 佐世保地方総監部付 →1986.4.16 停年退職             |                                     |
| 10 | 長嶺公成   | 1986.4.2 - 1988.7.6    | 防大4期                        | 第4護衛隊群司令部幕僚                                  | 海洋業務群司令部幕僚                               |                                     |
| 11 | 野崎正高   | 1988.7.7 - 1990.7.31   | 防大4期                        | 海洋業務群司令部幕僚                                   | 横須賀地方総監部付 →1990.9.13 定年退職             |                                     |
| 12 | 三部 功    | 1990.8.1 - 1992.3.22   | 防大8期                        | 海上自衛隊幹部学校研究部員                             | 統合幕僚学校主任教官                               |                                     |
| 13 | 小山 力    | 1992.3.23 - 1993.12.14 | 防大10期                       | 第1潜水隊司令                                          | 呉水雷整備所長                                     |                                     |
| 14 | 林 卓也    | 1993.12.15 - 1995.7.31 | 防大11期                       | 自衛艦隊司令部                                         | 海洋業務群司令部幕僚                               |                                     |
| 15 | 金子 弘    | 1995.8.1 - 1996.12.1   | 防大11期                       | 第2潜水隊司令                                          | 横須賀潜水艦基地隊司令                             |                                     |
| 16 | 有村邦明   | 1996.12.2 - 1997.12.7  | 防大12期                       | 海上自衛隊第1術科学校 教育第3部長                      | 技術研究本部第5研究所 海上試験室長                 |                                     |
| 17 | 矢野圭吾   | 1997.12.8 - 1999.12.9  | 大阪工大・ 20期幹候            | 中央通信隊群司令部幕僚                                 | 第26護衛隊司令                                     |                                     |
| 18 | 小谷野直樹 | 1999.12.10 - 2001.3.26 | 防大14期                       | 自衛艦隊司令部監察主任幕僚                             | 海上自衛隊潜水医学実験隊                           |                                     |
| 19 | 工藤康廣   | 2001.3.27 - 2002.3.31  | 國學院大・ 24期幹候            | 海上自衛隊第1術科学校生徒部長                          | 情報本部                                           |                                     |
| 20 | 永沼延廣   | 2002.4.1 - 2004.3.28   | 防大20期                       | しまかぜ艦長                                           | 海上幕僚監部防衛部運用課                           |                                     |
| 21 | 一瀬良文   | 2004.3.29 - 2005.7.31  | 防大23期                       | 呉地方総監部防衛部第3幕僚室長 兼 第5幕僚室長           | 掃海隊群司令部                                     |                                     |
| 22 | 中谷 茂    | 2005.8.1 - 2006.8.3    | 防大22期                       | 海上自衛隊第1術科学校 教育第2部長                      | 統合幕僚学校教育課 教官室学校教官                  |                                     |
| 23 | 広井豊明   | 2006.8.4 - 2009.3.31   | 防大21期                       | 横須賀潜水艦基地隊司令                                 | 佐世保警備隊司令                                   |                                     |
| 24 | 廣野成夫   | 2009.4.1 - 2010.6.30   | 早稲田大・ 33期幹候            | 第2潜水隊群司令部幕僚                                  | ちよだ艦長                                         |                                     |
| 25 | 末松勝弥   | 2010.7.1 - 2012.12.19  | 防大25期                       | ちよだ艦長                                             | 横須賀潜水艦基地隊司令                             |                                     |
| 26 | 鈴木 亨    | 2012.12.20 - 2014.10.9 | 防大27期                       | 統合幕僚学校教育課 第1教官室教官                       | 海上自衛隊第1術科学校 教育第2部長                  |                                     |
| 27 | 布田英二   | 2014.10.10 - 2016.7.31 | 熊本商科大・ 39期幹候          | ちはや艦長                                             | 潜水艦隊司令部                                     |                                     |
| 28 | 水上直樹   | 2016.8.1 - 2019.3.31   | 法政大・ 40期幹候              | ちはや艦長                                             |                                                    |                                     |
| 29 | 檀之上明典 | 2019.4.1 - 2020.8.2    |                                | 潜水艦隊司令部勤務                                     | 海上自衛隊第1術科学校教務部長                      |                                     |
| 30 | 鳥越 要    | 2020.8.3 - 2022.3.21   | 防大36期                       | おおすみ艦長                                           | 第15護衛隊司令                                     |                                     |
| 31 | 森 陸晃    | 2022.3.22 - 2023.1.16  | 防大41期                       | 横須賀地方総監部防衛部第3幕僚室長 兼 防衛部第5幕僚室長 | 護衛艦隊司令部勤務                                 |                                     |
| 32 | 吉江峰樹   | 2023.1.17 - 2023.12.14 |                                | 統合幕僚学校教育課教務班長                             | 海上幕僚監部指揮通信情報部情報課勤務               |                                     |
| 33 | 福澤光恭   | 2023.12.15 -           | 防大43期                       | 海上自衛隊第2術科学校教育第1部長                       |                                                    |                                     |